# Jarl Wahlström
Jarl Holger Wahlström (* 9. Juli 1918 in Helsinki, Finnland; † 3. Dezember 1999 ebenda) war von 1981 bis 1986 der 12. General der Heilsarmee.
Der Sohn von Heilsarmee-Offizieren wurde in Helsinki geboren. Jarl war das jüngste von fünf Kindern. Er wuchs in Finnland auf, wo sein Vater, der Heilsarmee-Oberst Rafael Wahlström, Ausbildungsleiter war. Im Jahr 1937 trat er als Kadett in die internationale Offiziersschule der Heilsarmee in London, England ein. 1938 wurde er zum Offizier ernannt. Sein erster Einsatz führte ihn als Assistenzoffizier nach Oulu in Finnland. Als der Zweite Weltkrieg begann, wurde er für vier Jahre zum Militär eingezogen. Die letzten zwei Jahre seines Militärdienstes verbrachte er als Bataillonsgeistlicher. Er kämpfte im Winterkrieg und im Fortsetzungskrieg gegen die Sowjetunion.
Nach seiner Rückkehr 1944 heiratete er die Heilsarmee-Offizierin Maire Nyberg. Nach Kriegsende wurde er zum Leiter der Pfadfinderorganisation der Heilsarmee in Finnland ernannt. Sieben Jahre später wurde er als Jugendsekretär für die Division Helsinki eingesetzt. Ab 1963 wurde er Ausbildungsleiter für Finnland. Aufgrund seiner Tätigkeit in der Pfadfinderbewegung wurde er 1964 zum Ritter des Finnischen Löwenordens ernannt.
Seine erste Tätigkeit im Ausland begann 1972, als er die Position des Chefsekretärs für Kanada und das Bermudaterritorium antrat. 1976 wurde er Territorialkommandant in Finnland und 1981 in Schweden. Im selben Jahr wurde er zum General und somit zum internationalen Leiter der Heilsarmee gewählt. Als General leitete er 1984 eine Internationale Führungskonferenz der Heilsarmee in Berlin und ein Jahr später einen Kongress im Heiligen Land. Er leitete auch den Internationalen Jugendkongress 1985 in Macomb, Illinois, USA. Dies war das erste weltweite Jugendtreffen der Heilsarmee seit 1950 und die erste internationale Heilsarmee-Konferenz, die außerhalb Großbritanniens abgehalten wurde.
1986 zog sich Wahlström aus dem aktiven Dienst zurück und kehrte nach Helsinki zurück. Nach langer Krankheit starb er 1999.

## Familie
Sein Sohn ist der Psychologe Jarl Haldor Mikael Wahlström.